# Belmont-Bretenoux
Belmont-Bretenoux ist eine französische Gemeinde mit 406 Einwohnern (Stand 1. Januar 2022) im Département Lot in der Region Okzitanien (vor 2016: Midi-Pyrénées). Die Gemeinde gehört zum Arrondissement Figeac und zum Kanton Cère et Ségala.
Der erste Teil des Namens der Gemeinde kann als Übersetzung des lateinischen bellus mons (deutsch schöner Hügel) gewertet werden. Das Adjektiv bellus muss nicht zwingend bei seiner ersten Bedeutung gewertet werden. Es kann vielmehr auf einen Ort hinweisen, von dem ein freier Blick auf die Umgebung gewährt wird und beispielsweise ein herannahender Feind rasch entdeckt wird. Einige Etymologen sehen im ersten Teil eine proto-indoeuropäische Wurzel bal- / bel- (deutsch Felsspitze, Anhöhe). Das Toponym würde demnach einen Pleonasmus darstellen.
Der zweite Teil des Gemeindenamens weist auf eine ehemalige Kolonie von Bretonen hin.
Die Einwohner werden Belmontois und Belmontoises genannt.

## Geographie
Belmont-Bretenoux liegt circa 35 Kilometer nordnordwestlich von Figeac in der historischen Provinz Quercy am nördlichen Rand des Départements.
Umgeben wird Belmont-Bretenoux von den fünf Nachbargemeinden:
|                       | Cornac                                      |                         |
| Saint-Michel-Loubéjou | Kompassrose, die auf Nachbargemeinden zeigt | Saint-Laurent-les-Tours |
| Saint-Jean-Lespinasse | Saint-Céré                                  |                         |

Belmont-Bretenoux liegt im Einzugsgebiet des Flusses Dordogne.
Der Mamoul, ein Nebenfluss der Dordogne, fließt an einem kurzen Abschnitt der Grenze zur nördlichen Nachbargemeinde Cornac entlang. Der Ruisseau d’Aygue vieille, ein Nebenfluss der Bave, entspringt auf dem Gebiet der Gemeinde.

## Einwohnerentwicklung
Nach Beginn der Aufzeichnungen stieg die Einwohnerzahl bis zur Mitte des 19. Jahrhunderts auf einen Höchststand von rund 465. In der Folgezeit sank die Größe der Gemeinde bei kurzen Erholungsphasen bis zu den 1960er Jahren auf rund 210 Einwohner, bevor sich eine Wachstumsphase einstellte, die heute noch anhält.
| Jahr      | 1962 | 1968 | 1975 | 1982 | 1990 | 1999 | 2006 | 2011 | 2022 |
| --------- | ---- | ---- | ---- | ---- | ---- | ---- | ---- | ---- | ---- |
| Einwohner | 235  | 211  | 211  | 255  | 311  | 323  | 320  | 366  | 406  |

## Sehenswürdigkeiten

### PfarrkircheSaint-Cyr
Die Kirche besitzt zwei Schutzpatrone, den heiligen Quiricus und die heilige Julitta. Sie datiert in erster Linie aus dem 15. Jahrhundert. Sie besaß ursprünglich ein Hauptschiff mit einer Länge von zwei Jochen und eine flach abgeschlossene Apsis. Zwei Seitenkapellen an der Nord- und an der Südseite kamen hinzu. Der Chor wurde um zwei Räume erweitert, die ihm im Norden und Süden einrahmen. Im 18. Jahrhundert wurde die Kirche umgestaltet. Die beiden Seitenkapellen wurden verdoppelt, die sie zu Seitenschiffe umwandelte. Vermutlich wurde die Apsis auf die heutige halbrunde Apsis ausgeweitet. Ein Vordach, das auf zwei Pfeilern ruht, schützt das Eingangsportal an der Westseite des Gebäudes.
Die Kirche birgt zahlreiche Ausstattungsgegenstände, die zu einem großen Teil als Monument historique eingeschrieben sind:
- eine Reliquienbüste des heiligen Quiricus aus dem 17. Jahrhundert,
- eine Reliquienbüste der heiligen Julitta aus dem 17. Jahrhundert,
- ein Ölgemälde mit der Darstellung der Himmelfahrt der heiligen Julitta und des heiligen Quiricus aus dem 18. oder 19. Jahrhundert,
- eine Statue von Maria mit Jesuskind aus vergoldetem Holz aus dem 17. Jahrhundert,
- ein Weihwasserbecken aus rotem Marmor aus dem 17. Jahrhundert,
- zwei Glocken aus dem späten 15. beziehungsweise aus dem späten 16. Jahrhundert
- ein Kruzifix aus gemaltem Holz aus dem 18. Jahrhundert (Christus) und aus dem 20. Jahrhundert (Kreuz),
- Monstranz aus Kupfer aus dem späten 15. oder frühen 16. Jahrhundert,
- sechs Kerzenleuchter und ein Altarkreuz aus dem 18. Jahrhundert.[7]

## Wirtschaft und Infrastruktur

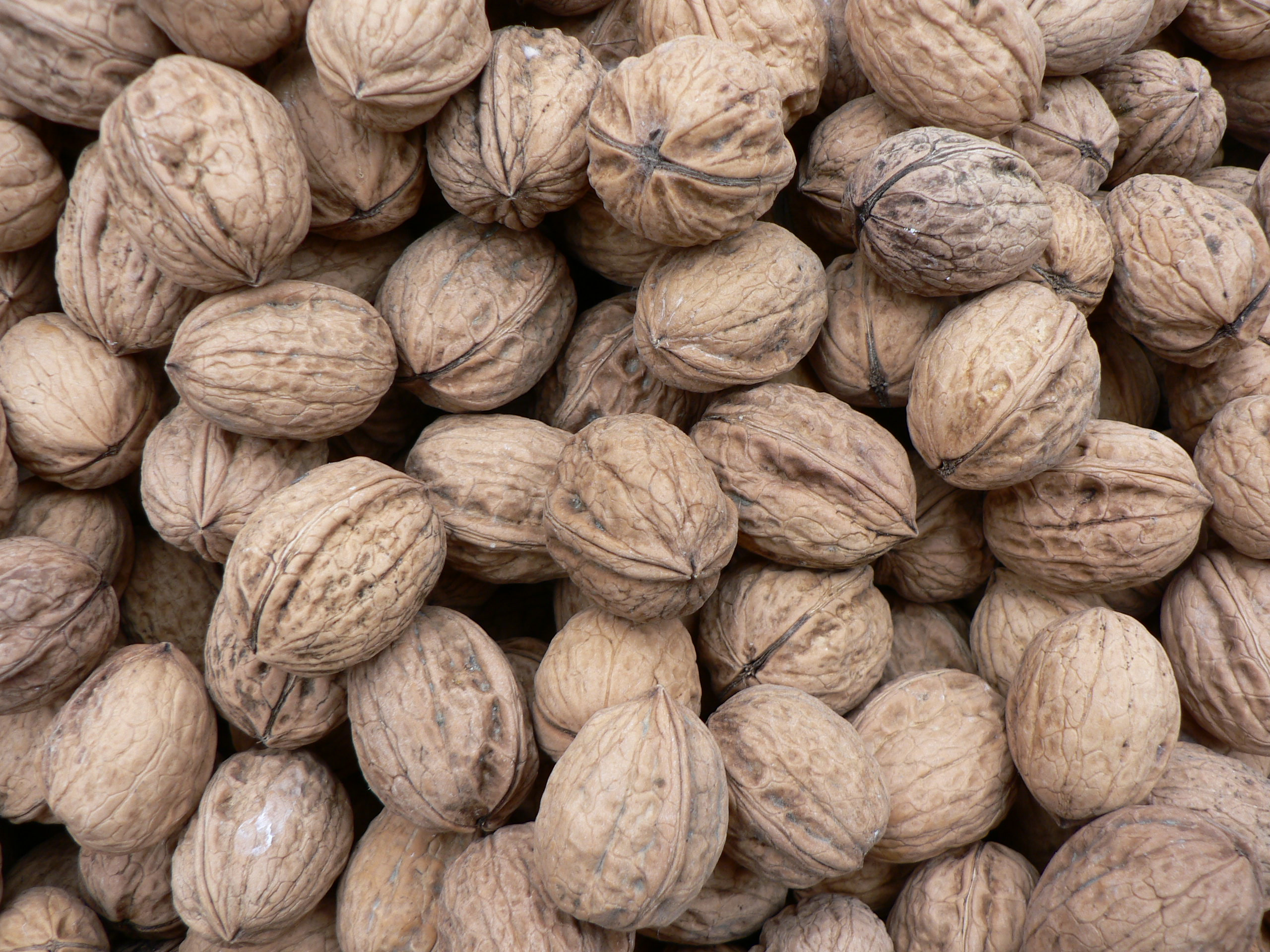
Walnüsse

Belmont-Bretenoux liegt in den Zonen AOC der Noix du Périgord, der Walnüsse des Périgord und des Nussöls des Périgord.

### Verkehr
Belmont-Bretenoux ist erreichbar über die Routes départementales 43, 89 und 803, die ehemalige Route nationale 140.